# 不思議な週齢ワンダーウィークス
メンタルリープ公式育児書：ワンダーウィーク（旧：不思議な週齢ワンダーウィークス）は、F. プローイユ博士および H．ヴァン・デ・リート博士によって執筆されたオランダの書籍「Oei, ik groei! 」 (英語名「The Wonder Weeks」) の日本語版で、予測可能な赤ちゃんの認識力の発達段階が上がる時期についての学説が解説されている。本書の日本語版はそれぞれ別の訳とタイトルで３冊存在するが、本書の主題である「Leap」が日本語でメンタルリープと訳されたのは最新版「メンタルリープ公式育児書：ワンダーウィーク（Rijt & Plooij，2013 石川訳 2015）」からである。またアプリ版のワンダーウィークも存在するが、その日本語解釈は、この三冊目の日本語書籍に基づいている。
この本によると、赤ちゃんの認識力には生まれてから一歳になる頃までに 8 つの発達段階があり、いつ新たな発達段階に入るかは予測できる。そして発達段階の移行期には必ず 2 つのフェーズが伴う。
1. 赤ちゃんの機嫌が悪くなって、たくさん泣いたり、頻繁に抱っこを求める
2. その後、新たな認識力が身について色々な物事に気づくようになる

上記の２つの段階を総称してメンタルリープと呼ばれている。近年、このメンタルリープの認知度は日本でも広まってきている。そのきっかけは、本書を基に監修された同名のアプリに由来するところが大きい。また当アプリの初代翻訳者で現行の本の訳者でもある石川卓磨によって、2015年から5年間に渡り、ワンダーウィークのリープに関する日本語の公式情報が発信されていた。石川は2021年に、リープのぐずりに関する学会発表も行っている。